# Jeremy Shearmur
Jeremy Shearmur (* 1948) ist Philosophiedozent und Leiter der philosophischen Fakultät der Australian National University. Er studierte an der London School of Economics. Shearmur war acht Jahre als Assistent Karl Poppers tätig.

## Werke
- Hayek and After (1996)
- The Political Thought of Karl Popper (1996)